# Żmirłacz (teoria grafów)
Żmirłacz (ang. snark) – spójny graf kubiczny bez mostów i o indeksie chromatycznym równym 4. Najmniejszym żmirłaczem jest graf Petersena. Co więcej wszystkie żmirłacze zawierają graf Petersena jako minor. Żmirłacze należą do drugiej (mniej licznej) klasy grafów ze względu na wartość indeksu chromatycznego.

## Przykłady żmirłaczy
- graf Goldberga
- graf Isaacsa
- graf Petersena